# Amolon
Amolon, (? - Lyon, 852) fut archevêque de Lyon de 841 à 852.

## Histoire
Diacre de l'église de Lyon, disciple d'Agobard, son prédécesseur sur le siège archiépiscopal de Lyon, il lui succéda en poursuivant une politique similaire. Il fut formé à Lyon.
S'inscrivant dans la continuité du combat contre la communauté juive d'Agobard, Amolon participa au Concile de Meaux en 848, qui décida de lutter contre le libertinage des prêtres, de renforcer le pouvoir de l'Église au détriment de celui du roi et de soumettre les juifs à de nouvelles restrictions en remettant en avant les Édit de Milan et les décisions de Théodose le Cénobiarque, ainsi que la décrétion de Childebert. Charles le Chauve fit dissoudre le Concile qui fut réuni à nouveau le 14 février 846 à Paris avec interdiction de s'occuper des juifs. Amolon lui adressa une lettre pour défendre ses positions contre les juifs,.
Amolon prit également pleinement part à la controverse de la double prédestination de Gottschalk d'Orbais. Avec Florus, il condamna les thèses du moine saxon mais avec plus de modération qu'Hincmar, évêque de Reims, qui l'avait violemment pourfendu.
Amolon réussit à obtenir de Lothaire Ier plusieurs restitution de biens ayant appartenu à l'Église lyonnaise et spoliée par Charles Martel,.

### Postérité
Il est réputé avoir gouverné son archevêché avec beaucoup de zèle et de sagesse. Il jouissait d'une grande considération auprès du roi Charles le Chauve, qui suivait volontiers ses conseils, et du pape Léon IV, auprès duquel le roi de France l'avait recommandé.[réf. nécessaire] Il a laissé quelques écrits, essentiellement des lettres à d'autres évêques ou religieux.

## Écrits
- Lettres au Moine Gothescalc - Publiée et commentée par le R. P. Antoine Girard en 1650